# Pierre-Amable de Soubrany
Pierre-Amable Soubrany de Macholles, dit Soubrany, né le 17 septembre 1752 à Riom, mort le 17 juin 1795 à Paris, est homme politique et un militaire de la Révolution française.

## Biographie
Descendant d'une vieille famille noble du Puy-de-Dôme, fils d'Amable Soubrany de Verrières, trésorier général de France à Riom, Soubrany entre en 1774 au régiment du Royal-Dragons. Mais il ne s'entend guère avec les autres officiers, se bat en duel et finit par donner sa démission en 1789, alors qu'il est sous-lieutenant, parce qu'une promotion qu'il estimait mériter venait de lui être refusée. Lié par l'amitié à son compatriote Gilbert Romme, il s'enthousiasme pour la Révolution, devenant successivement commandant de la garde nationale riomoise, puis maire.

### Mandat à la Législative
En septembre 1791, Soubrany est élu député du département du Puy-de-Dôme, le septième sur douze, à l'Assemblée nationale législative.
Il est reçu au club des Jacobins dès le début de la session parlementaire, et siège au Comité de Guerre. En février 1792, il vote en faveur de la mise en accusation de Bertrand de Molleville, le ministre de la Marine. En avril, il vote pour que les soldats du régiment de Châteauvieux, qui s'étaient mutinés lors de l'affaire de Nancy, soient admis aux honneurs de la séance. En août enfin, il vote en faveur de la mise en accusation du marquis de La Fayette.

### Mandat à la Convention
La monarchie française prend fin à la suite de la journée du 10 août 1792 : les bataillons de fédérés bretons et marseillais alliés aux habitants des faubourgs de Paris prennent d'assaut le palais des Tuileries. En septembre, Soubrany est réélu député du Puy-de-Dôme, le cinquième sur douze, à la Convention nationale, où il siège de nouveau au Comité de Guerre.
Il siège sur les bancs de la Montagne. Lors du procès de Louis XVI, il vote la mort et rejette l'appel au peuple et le sursis à l'exécution.
C'est en tant que représentant en mission que Soubrany montre toutes ses qualités de dénonciateur et de délateur. Membre du Comité militaire de la Convention, il passe presque tout son temps aux armées à partir du printemps 93. Envoyé en Moselle en avril, il signale à la Convention les actes suspects de Custine. En décembre, il repart pour l'armée des Pyrénées-Orientales, où, pendant huit mois, il donne toute sa mesure. En compagnie de Milhaud, il assure l'approvisionnement de l'armée avec efficacité et se bat en personne à la tête des troupes. Partageant la vie et la nourriture des simples soldats, il devient l'idole des troupes, malgré la rigueur de son terrorisme sanguinaire. Sous son commandement, tout l'état-major de l'armée est épuré ; à la suite de défaites, trois généraux, d'Aoust, Delattre et Ramel, ainsi que d'autres officiers, sont déférés au Tribunal révolutionnaire ou devant des juridictions locales d'exception et condamnés à mort.
Soubrany mène également dans ses missions une action politique. Avec Dugommier et Milhaud, il publie en février 94 l'Avant-garde de l'armée des Pyrénées-Orientales, un journal patriote adressé aux soldats qui dure jusqu'à la fin de sa mission, contenant les adresses des sociétés populaires locales, les arrêtés et proclamations de représentants et le décompte des condamnations frappant officiers et soldats supposés infidèles. Il réorganise également la justice révolutionnaire, en fusionnant le tribunal criminel militaire et le tribunal criminel du département des Pyrénées-Orientales, pour créer un tribunal militaire révolutionnaire. Au printemps 1794, il établit également une commission militaire, qui doit juger aussi bien les cas de vol ou d'insubordination que ceux de désertion. En tout, ces juridictions condamnent à la mort 22 officiers et 30 soldats. Ces mesures rigoureuses permettent un redressement de l'armée, qui remporte bientôt plusieurs victoires.
De retour à Paris en octobre 1794, après la chute de Robespierre, Soubrany découvre la réaction thermidorienne, bien qu'il assure n'avoir jamais apprécié Robespierre et se soit brouillé avec son compatriote Couthon. Des émeutiers ayant, au cours de l'insurrection de prairial an III, réclamé qu'il soit nommé commandant de l'armée de l'intérieur, la majorité libérale et modérée en profite pour le faire décréter d'accusation par la Convention, alors qu'il était absent, ce jour-là, et n'avait pris aucune part à l'insurrection. Plutôt que de fuir, Soubrany va se constituer prisonnier à l'Assemblée en apprenant que Gilbert Romme a été arrêté. Emprisonné avec son ami au Château du Taureau, à Morlaix, il est condamné à mort en même temps que lui après un procès aussi rapide que ceux qu'il organisait en mission. En accord avec Romme et les quatre autres condamnés (Goujon, Bourbotte, Duquesnoy et Duroy), il se poignarde à l'annonce de la condamnation, mais ne parvient pas à se tuer immédiatement. On l'étend dans la charrette qui le mène au supplice, mais il meurt pendant le trajet, et c'est un cadavre que la guillotine décapite.

## Sources
1. ↑  Archives parlementaires de 1787 à 1860, Première série, tome 34, p. 42.
2. ↑  Alphonse Aulard, La Société des Jacobins tome 3, séance du 3 octobre 1791, p. 161.
3. ↑  Archives parlementaires de 1787 à 1860, Première série, tome 34, séance du 25 octobre 1791, p. 390.
4. ↑  Archives parlementaires de 1787 à 1860, Première série, tome 39, séance du 8 mars 1792, p. 494.
5. ↑  Archives parlementaires de 1787 à 1860, Première série, tome 41, séance du 9 avril 1792, p. 408.
6. ↑  Archives parlementaires de 1787 à 1860, Première série, tome 47, séance du 8 août 1792, p. 583.
7. ↑  Archives parlementaires de 1787 à 1860, Première série, tome 52, p. 55.
8. ↑  Ibidem., séance du 26 septembre 1792, p. 153-154.

- « Pierre-Amable de Soubrany », dans Adolphe Robert et Gaston Cougny, Dictionnaire des parlementaires français, Edgar Bourloton, 1889-1891 [détail de l’édition]